# Middaguur

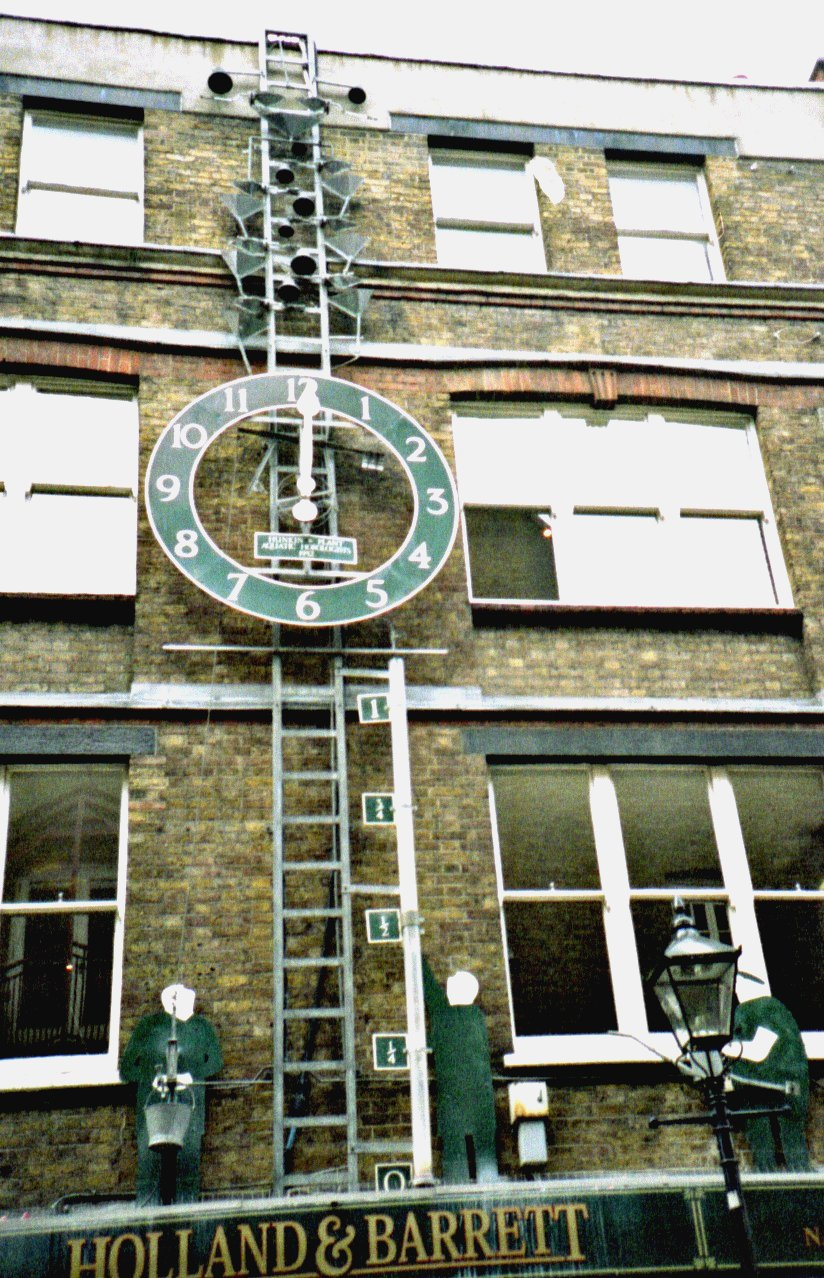
Een waterklok in Covent Garden geeft 12 uur aan.

Het middaguur, de noen of de middag is het midden van de dag en van het etmaal. Dit wordt geschreven '12:00' of '12.00 uur' of '12 uur', of in 12-uursnotatie '12.00 pm' of '12 pm'. In het spraakgebruik is het '12 uur' als middernacht niet bedoeld kan zijn, en anders bijvoorbeeld '12 uur overdag' of 'overdag om 12 uur'.
Een andere betekenis is het moment dat de zon in de loop van de dag op haar hoogste punt aan de hemel (het dichtst bij het zenit) staat.

## Bepaling van het middaguur
Als de tijdrekening alleen gebaseerd wordt op de positie van de zon, zoals met een zonnewijzer, dan komen beide in de inleiding genoemde definities op hetzelfde neer. Het is dan per definitie 12 uur als de zon haar hoogste punt bereikt.
Omdat het zonder nadere informatie niet te zien is of de zon op een bepaald moment nog hoger zal komen te staan, werd het aanbreken van de middag in de praktijk niet bepaald door de hoogte maar door de windrichting (kompasstreek) waarin de zon staat. Het is (althans op het noordelijk halfrond) middag als de zon precies in het zuiden staat. De zon passeert dan de plaatselijke meridiaan: de denkbeeldige cirkelboog die van het zuidelijkste punt op de horizon tot aan het zenit loopt. Dit geldt ten noorden van de Kreeftskeerkring. Ten zuiden van de Steenbokskeerkring staat de zon ’s middags juist in het noorden. In het gebied rond de evenaar, tussen de keerkringen, wisselt het in de loop van het jaar of de zon ’s middags in het noorden of juist in het zuiden staat (of in het zenit).
Het precieze tijdstip waarop dit het geval is varieert binnen een bepaalde tijdzone, waardoor de noen bijna nergens exact samenvalt met het lokale tijdstip 12:00 uur. 

## Etymologie en woordgebruik
Het woord noen komt van het Latijnse nona (hora), het negende uur van de dag. Oorspronkelijk was dit rond 15 uur, maar in de loop der eeuwen werd dat steeds vroeger.
De term 'noen' wordt maar beperkt gebruikt, alleen in het zuiden van Nederland en in Vlaanderen. In Vlaamse dialecten wordt wat in het Standaardnederlands de middag heet, ook wel aangeduid als de achternoen  of nanoen, etymologisch verwant aan het Engelse afternoon.

## Culturele betekenis
In sommige culturen bestaat er een taboe op arbeid gedurende de noen. De demonen die geassocieerd worden met de noen kunnen de schenders van het taboe kastijden. Onder andere de Joodse, de islamitische en de Slavische mythologie kennen dergelijke demonen.